# Guram Minashvili
Guram Varlamovich Minashvili (cirílico: Гурам Варламович Минашвили; georgiano:გურამ მინაშვილი) (Tbilisi, 25 de novembro de 1936 - 1 de março de 2015) foi um basquetebolista georgiano que integrou a Seleção Soviética na conquista da Medalha de prata disputada nos XVII Jogos Olímpicos de Verão de 1960 realizados em Roma.